# Eulithomyrmex
Eulithomyrmex (лат.) — вымерший род муравьёв из подсемейства Agroecomyrmecinae. В состав рода входят виды Eulithomyrmex rugosus и Eulithomyrmex striatus. Род известен по окаменелостям позднего эоцена из Северной Америки.

## История и классификация
На момент описания род Eulithomyrmex был известен по более чем сорока отдельным окаменелостям, сохранившимся в виде отпечатков в мелких сланцах формации Флориссант в Колорадо. Формация состоит из последовательных озёрных отложений, в которых представлено скопление разнообразных насекомых. Присутствие насекомых и растений предполагает климат, похожий на современный в юго-восточной Северной Америке, ряд представленных таксонов в настоящее время встречается от субтропиков до тропиков и ограничен Старым Светом. При описании Eulithomyrmex формация Флориссант считалась миоценовой, исходя из сохранившейся флоры и фауны. Последовавшие исследования и описания окаменелостей «удревнили» возраст, и к 1985 году формация была отнесена к олигоценовой эпохе. Дальнейшее уточнение возраста формации с помощью радиометрического датирования кристаллов санидина дало результат в 34 миллиона лет. Таким образом, формация относится к приабонскому ярусу эоцена.
На момент описания голотип и три паратипа E. rugosus, а также голотип и одиночный паратип E. striatus находились в палеонтологических коллекциях Музея сравнительной зоологии Гарвардского университета. Ещё один паратипа — под номером 17 019a — был частью коллекции Колорадского университета. Окаменелости впервые изучены палеоэнтомологом Фрэнком М. Карпентером из Музея сравнительной зоологии. Его типовое описание нового вида в 1930 году было опубликовано в Бюллетене Музея сравнительной зоологии. Карпентер описал род под названием Lithomyrmex, с двумя видами соответственно как Lithomyrmex rugosus и Lithomyrmex striatus. L. rugosus Карпентер обозначил как типовой вид рода. На момент описания Карпентера родовое название Lithomyrmex уже использовалось в 1929 году для современного вида муравьев Lithomyrmex glauerti. В результате Карпентер выделил два вида в новый род Eulithomyrmex.

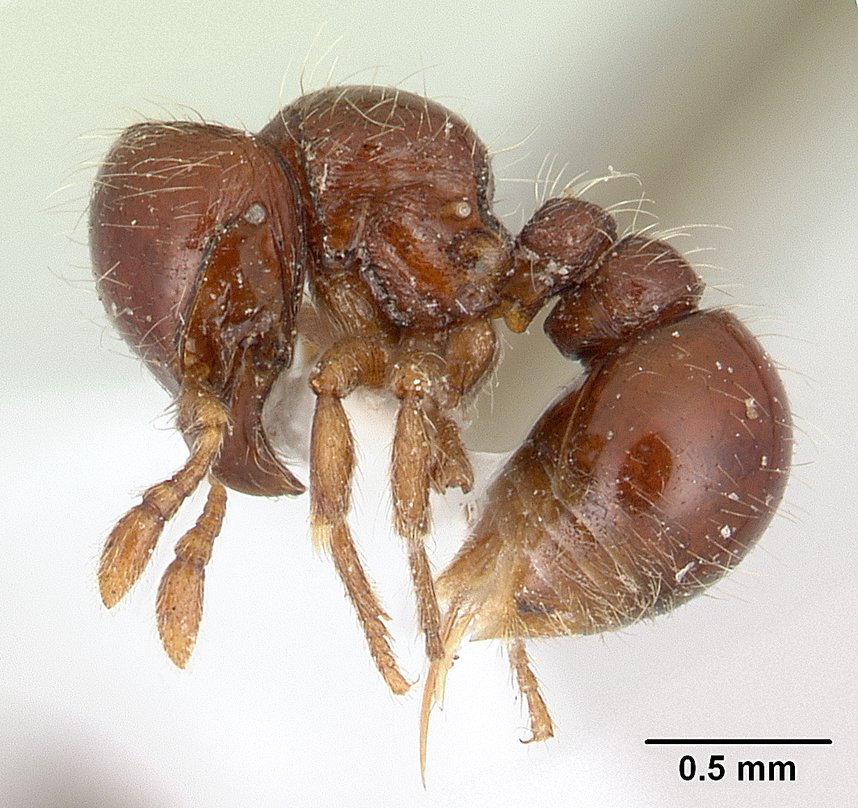
Современный Tatuidris tatusia (рабочий)

При описании Карпентер отметил сходство между Eulithomyrmex и родом Agroecomyrmex, известным по окаменелостям балтийского янтаря и описанным в 1910 году, и поместил обоих в трибу Agroecomyrmecini. Третий род был добавлен к группе в 1968 году с описанием ныне живущего рода Tatuidris из Центральной и Южной Америки. Положение группы несколько раз менялось, роды включались в трибу Agroecomyrmecini подсемейства Myrmicinae с 1930 по 2003 год. Положение трибы было оспорено в 2003 году Барри Болтоном, который предположил более тесную связь между группой и «понероморфными» подсемействами. В дополнение к предполагаемому родству Болтон переместил трибу из Myrmicinae в новое подсемейство Agroecomyrmecinae.

## Описание
В целом, два вида Eulithomyrmex считаются очень похожими на Agroecomyrmex duisburgi, эти два рода могут быть разделены на основе особенностей головы, при этом у Agroecomyrmex более крупные жвалы и меньшая булава усиков. В целом, у обоих видов Eulithomyrmex почти квадратная голова с маленькими жвалами и короткими усиками, состоящими из двенадцати сегментов у самок и тринадцати сегментов у самцов. От головы через торакс и вниз к петиолю экзоскелет грубо сложен, на передних крыльях есть две кубитальные ячейки.
E. rugosus был описан по четырём крылатым самкам и одному самцу, при этом Карпентер отметил, что ему было известно не менее сорока экземпляров этого вида. Самки оценочно достигали около 8 мм в длину, в то время как самец меньше — около 7 мм. Самцы также отличаются более широкой головой, тогда как у самок длина головы превосходит ширину.
В отличие от E. rugosus, E. striatus был описан только по двум экземплярам: взрослой рабочей особи и крылатой самке. Они идентичны по характеристикам и отличаются только размером рабочей особи: 6 мм, в то время как матка достигает 8 мм. E. striatus отличается меньшей головой с более длинными сегментами усиков, чем у E. rugosus, а также меньшим постпетиолем и отсутствием текстур на брюшке.